# Frederik 1. af Sverige
Frederik 1.(svensk: Fredrik I., tysk: Friedrich I.; født 17. april 1676, død 25. marts 1751) var konge af Sverige fra 1720 til 1751 og landgreve af Hessen-Kassel fra 1730 til 1751.
Gift 31. maj 1700 med Luisa Dorotea af Preussen (1680-1705) og den 24. marts 1715 med prinsesse Ulrika Eleonora den yngre, datter af Karl 11. og Ulrika Eleonora af Danmark, og søster til Karl 12. Begge ægteskaber var barnløse, men til gengæld fik han fire børn sammen med sin maitresse Hedvig Taube, som han på trods af dronningens modstand havde tæt forbindelse med, indtil hun som trediveårig døde i barselsseng.
Hans kloge og hurtige optræden ved Karl 12.s død var med til at sikre hans gemalinde kronen, som hun i 1720 overdrog til ham; historikere har dog også antydet, at han stod bag det skud, der dræbte svogeren – det betragtes ellers som et vådeskud.
Som familiemæssigt tilhørende greverne af Hessen-Kassel var han ikke ligesom sin hustru ud af den egentlige svenske kongeslægt, men han var dog tiptiptiptipoldebarn af kong Hans af Danmark, Norge og Sverige.